# Peremîl, Horohiv
Peremîl (în ucraineană Перемиль) este localitatea de reședință a comunei Peremîl din raionul Horohiv, regiunea Volînia, Ucraina.

## Demografie
Componența lingvistică a localității Peremîl
     Ucraineană (99,62%)
     Alte limbi (0,38%)
Conform recensământului din 2001, majoritatea populației localității Peremîl era vorbitoare de ucraineană (99,62%), existând în minoritate și vorbitori de alte limbi.